# Microcèbe du Bongolava
Microcebus bongolavensis
Espèce
Statut de conservation UICN

 EN B1ab(i,iii) : En danger
Répartition géographique
Le Microcèbe du Bongolava (Microcebus bongolavensis) est une espèce de microcèbes de Madagascar.
Le Microcèbe du Bongolava vit dans un territoire très limité dans des forêts de feuillus, dans la forêt de Bongolava et de Ambodimahabibo entre la rivière Sofia et le fleuve Mahajamba.

## Étymologie
Son nom spécifique, composé de bongola[va] et du suffixe latin -ensis, « qui vit dans, qui habite », lui a été donné en référence au lieu de sa découverte, les monts Bongolava. En choisissant ce nom, les auteurs souhaitent promouvoir les efforts de conservation.

## Publication originale
- (en) Gillian Olivieri, Elke Zimmermann, Blanchard Randrianambinina, Solofonirina Rasoloharijaona, Daniel Rakotondravony, Katerina Guschanski et Ute Radespiel, « The ever-increasing diversity in mouse lemurs: three new species in north and northwestern Madagascar », Molecular Phylogenetics and Evolution, Academic Press et Elsevier, vol. 43, no 1,‎ 7 novembre 2006, p. 309-327 (ISSN 1055-7903 et 1095-9513, PMID 17197200, DOI 10.1016/J.YMPEV.2006.10.026, lire en ligne).